# Joseph Kipsang
Joseph Kipsang (* 25. September 1962) ist ein ehemaliger kenianischer Langstreckenläufer.
Von 1981 bis 1984 studierte er mit einem Sportstipendium an der Iowa State University.
1986 siegte er beim Grandma’s Marathon und beim Boilermaker Road Race, im Jahr darauf wurde er Zweiter beim Pittsburgh-Marathon. 
1988 gewann er erneut das Boilermaker Road Race. Er startete beim Marathon der Olympischen Spiele in Seoul, erreichte aber nicht das Ziel.
1989 gewann er die Susavigliana, und 1991 wurde er beim selben Rennen, das nun zum Turin-Marathon geworden war, Vierter.

## Persönliche Bestzeiten
- 10.000 m: 28:15,35 min, 1. Juni 1984, Eugene
- Marathon: 2:12:53 h, 21. Juni 1986, Duluth